# Mamerco Emílio Escauro
Mamerco Emílio Escauro (em latim: Mamercus Aemilius Scaurus; m. 34) foi um senador, retórico e poeta romano da gente Emília nomeado cônsul sufecto em 21 com Cneu Tremélio. Era filho de Marco Emílio Escauro e foi o último membro masculino conhecido de sua família.

## Carreira
Segundo Tácito, era um respeitado orador. Depois de escrever uma tragédia na qual alguns versos eram pouco elogiosos ao imperador Tibério, Escauro foi processado por adultério e por praticar mágica como forma de intimidação pelo prefeito pretoriano Macro. Depois de ser acusado de maiestas ("traição"), um crime capital, Mamerco se suicidou com Sêxtia, sua esposa.

## Família
Mamerco se casou primeiro com Emília Lépida, uma descendente de Sula e Pompeu, com quem teve uma filha. Em 20, ela foi acusada por seu primeiro marido, Públio Sulpício Quirino, de vários crimes incluindo adultério e foi defendida por seu irmão Mânio Emílio Lépido. Finalmente ela foi considerada culpada e foi banida. Dois anos depois, Escauro se casou com Sêxtia, viúva de seu meio-irmão Lúcio Cornélio Sula.